# Chanito Isidrón
Chanito Isidrón (26 de septiembre de 1903, Calabazar de Sagua (Las Villas, Cuba) - 23 de febrero de 1987, La Habana, Cuba) conocido como "El rey del punto cubano" fue un decimista cubano reconocido, cuyas décimas solían ser humorísticas y dramáticas.

## Biografía
Cipriano Justino Isidrón Torres nació el 26 de septiembre de 1903 en Calabazar de Sagua, concretamente en  la Provincia de Villa Clara, Cuba. Sus padres procedían de las Islas Canarias. Tenía seis hermanos y una hermana.
Sus improvisaciones comenzaron en 1911, cuando tenía solo seis u ocho años en las fiestas que celebraba la gente de su barrio. Así, participó en todas las fiestas en las que cantaban cantadores destacados en el panorama musical de esos momentos. En 1913 conoció a otros poetas y solía cantar sobre la tiranía que influía en las diferentes controversias de las que se hablaba en la sociedad.
Solo pudo estudiar hasta tercero de primaria, ya que tuvo que abandonar el colegio por la pobreza de su familia. Así, se vio obligado a comenzar a trabajar en el ámbito agrícola. Sin embargo, un día, mientras trabajaba, tuvo un accidente en el que perdió un dedo de una de sus manos. Por esta razón tuvo que abandonar el trabajo rural, ya que ya no podía desempeñarlo
y en 1931 comenzó a viajar por numerosos pueblos de toda Cuba, ejerciendo la labor de músico ambulante, tocando canciones con su guitarra. Así logró destacarse entre otros poetas y músicos, por lo que adquirió un gran éxito entre la gente, que lo bautizó con el sobrenombre de  "Chanito".
En 1936, comenzó en la radio, concretamente en Santa Clara, trabajando en numerosos programas musicales que tenían como público básico a la población campesina, dando a conocer su folclore musical. Algunas de sus décimas más importantes fueron Amores Montaraces, en 1938, con las que fundó las décimas basadas en novelas y dirigidas a ser emitidas en la radio. A esta décima, con la que tuvo de su mayor éxito, le siguieron otras décimas también muy importantes tales como "Amor y traición" (1939), "Arturo y Magdalena" (1939), "Abnegación" (1941) y "Diario de una huérfana" (1943). 
Más tarde, se estableció en La Habana en 1941, y participó en el show  "Buscando al príncipe del punto cubano", donde parece que triunfó. Tras esto, participó también durante un periodo de tiempo en la emisora Radio Lavín (actual Mil Diez), en el programa "Dímelo cantando". Posteriormente fue contratado por la emisora Radio Cadena Azul, la principal cadena de Cuba en número de oyentes, con el objetivo de que el decimista escribiera y cantara novelas campesinas pero en décimas. Algunas novelas compuestas en este periodo de tiempo no fueron publicadas, ya que el manuscrito era leído y prestado por mucha gente hasta que al final se perdió. Las obras sin publicar fueron: La huella fatal (1943); Más allá del amor (1944) y Los trágicos amores de Gloria Rangel (la cual fue publicada de forma parcial en el año 1986). 
Chanito también participó en algunos espacios dirigidos a expresar la crítica social del momento (como son los programas "El Guateque de Apolonio" y "Como piensan los cubanos").  Puso fin a su carrera poética con la saga - biográfica y poética - del cubano "Manuel García, Rey de los Campos de Cuba" (1985), una saga basada en la vida del conocido bandolero Manuel García Ponce. 
Aunque se jubiló en 1962, siguió participando en programas campesinos, como es el caso de "Palmas y Cañas". 
Murió el 23 de febrero de 1987 en La Habana.

## Legado
- Es considerado actualmente como el Rey del Punto Cubano.
- En el año 2003 se creó el Premio Chanito Isidrón de Novela en Décimas, integrado en la Creación de la Novela, cuya creación se debe a la Unión Nacional de Escritores y Artistas de Cuba.[1]